# Balassagyarmati járás
A Balassagyarmati járás Nógrád vármegyéhez tartozó járás Magyarországon, amely 2013-ban jött létre. Székhelye Balassagyarmat. Területe 532,94 km², népessége 39 829 fő, népsűrűsége pedig 75 fő/km² volt 2013. elején. 2013. július 15-én egy város (Balassagyarmat) és 28 község tartozott hozzá.
A Balassagyarmati járás 1983-ig, a járások általános megszüntetéséig is létezett, 1950-ig Nógrád vármegyéhez, azután Nógrád megyéhez tartozott, székhelye ekkor is mindvégig Balassagyarmat volt.

## Települései
| Település      | Rang (2013. július 15.) | Közös hivatal  | Kistérség (2013. január 1.) | Népesség (2013. január 1.) | Terület (km²) |
| -------------- | ----------------------- | -------------- | --------------------------- | -------------------------- | ------------- |
| Balassagyarmat | járásszékhely város     | Balassagyarmat | Balassagyarmati             | 16 055                     | 23,74         |
| Becske         | község                  | Bercel         | Balassagyarmati             | 549                        | 15,66         |
| Bercel         | község                  | Bercel         | Balassagyarmati             | 2 088                      | 35,9          |
| Cserháthaláp   | község                  | Magyarnándor   | Balassagyarmati             | 359                        | 10,47         |
| Cserhátsurány  | község                  | Cserhátsurány  | Balassagyarmati             | 837                        | 18,8          |
| Csesztve       | község                  | Szügy          | Balassagyarmati             | 327                        | 16,25         |
| Csitár         | község                  | Őrhalom        | Balassagyarmati             | 404                        | 16,85         |
| Debercsény     | község                  | Magyarnándor   | Balassagyarmati             | 73                         | 5,43          |
| Dejtár         | község                  | Drégelypalánk  | Balassagyarmati             | 1 377                      | 21,74         |
| Drégelypalánk  | község                  | Drégelypalánk  | Balassagyarmati             | 1 491                      | 22,18         |
| Érsekvadkert   | község                  |                | Balassagyarmati             | 3 574                      | 55,37         |
| Galgaguta      | község                  | Bercel         | Balassagyarmati             | 645                        | 15,89         |
| Herencsény     | község                  | Cserhátsurány  | Balassagyarmati             | 593                        | 33,18         |
| Hont           | község                  | Drégelypalánk  | Balassagyarmati             | 475                        | 24,13         |
| Hugyag         | község                  | Őrhalom        | Balassagyarmati             | 856                        | 10,9          |
| Iliny          | község                  | Őrhalom        | Balassagyarmati             | 157                        | 6,46          |
| Ipolyszög      | község                  | Balassagyarmat | Balassagyarmati             | 649                        | 6,11          |
| Ipolyvece      | község                  | Drégelypalánk  | Balassagyarmati             | 773                        | 13,9          |
| Magyarnándor   | község                  | Magyarnándor   | Balassagyarmati             | 1 122                      | 18,67         |
| Mohora         | község                  | Cserhátsurány  | Balassagyarmati             | 942                        | 15,95         |
| Nógrádkövesd   | község                  | Bercel         | Balassagyarmati             | 692                        | 8,8           |
| Nógrádmarcal   | község                  | Szügy          | Balassagyarmati             | 556                        | 19,93         |
| Őrhalom        | község                  | Őrhalom        | Balassagyarmati             | 983                        | 17,46         |
| Patak          | község                  | Drégelypalánk  | Balassagyarmati             | 912                        | 16,22         |
| Patvarc        | község                  | Balassagyarmat | Balassagyarmati             | 708                        | 7,84          |
| Szanda         | község                  | Magyarnándor   | Balassagyarmati             | 662                        | 21,49         |
| Szécsénke      | község                  | Bercel         | Balassagyarmati             | 199                        | 9,78          |
| Szügy          | község                  | Szügy          | Balassagyarmati             | 1 391                      | 19,49         |
| Terény         | község                  | Magyarnándor   | Balassagyarmati             | 380                        | 24,35         |

## Története

### A 20. század elején
A 20. század elején 40 község tartozott hozzá, melyek közül 4 volt nagyközség (Balassagyarmat, Érsekvadkert, Lest és Túrmező), a 36 kisközség pedig 10 körjegyzőségbe volt beosztva. A járás területe 109 943 kataszteri hold volt, a lakóházak száma 6087, a lakosság pedig 37 070 fő volt.
A lakók közül 26 873 magyar, 191 német, 9825 szlovák, 3 román, 7 szerb anyanyelvű volt, 171 főnek pedig más anyanyelve volt. Magyarul összesen 30 278 fő tudott beszélni, írni és olvasni pedig 22 117 fő.
Vallásra nézve római katolikus, 24 978, görögkatolikus 29, református 286, evangélikus 9143, görögkeleti 26, izraelita 2603, egyéb vallású pedig csupán 5 fő volt.